# صدای ارمنستان
صدای ارمنستان (ارمنی: Հայաստանի Ձայնը؛ Hayastani Dzayne) یک مسابقه خوانندگی تلویزیونی ارمنستانی است که توسط جان دو مول ایجاد شده‌است. فصل اول این برنامه از تلویزیون آرمنیا تی‌وی پخش شد. این نمایش در اواخر سال ۲۰۱۲ به نمایش درآمد و تا سال ۲۰۱۷ ادامه یافت. قوانین نمایش بر اساس صدای هلند و د ویس در آمریکا است.
صدای ارمنستان نه تنها برای هنرمندان ارمنی، بلکه برای دیاسپورای ارمنی از جمله روسیه باز است. تا ماه مه ۲۰۲۱، هیچ اطلاعی در مورد فصل پنجم وجود ندارد.